# 拉格蘭奇鎮區 (密歇根州)
拉格蘭奇鎮區（英語：LaGrange Township）是位於美國密歇根州卡斯縣的一個行政鎮區。

## 地方資料
拉格蘭奇鎮區的面積為89.70平方千米，當中陸地面積為85.90平方千米，而水域面積為3.80平方千米。根據2020年美國人口普查的數據，當地共有人口3787人，而人口密度為每平方千米42.22人。